# Ammophila arenaria
Ammophila arenaria é uma espécie de planta com flor pertencente à família Poaceae.  Em Portugal é conhecida como erva-marron ou amófila.
A autoridade científica da espécie é (L.) Link, tendo sido publicada em Hortus Regius Botanicus Berolinensis 1: 105. 1827.

## Portugal
Trata-se de uma espécie presente no território português, nomeadamente os seguintes táxones infraespecíficos:
- Ammophila arenaria subsp. arundinacea - presente em Portugal Continental. Em termos de naturalidade é nativa da região atrás referida. Não se encontra protegida por legislação portuguesa ou da Comunidade Europeia.